# Montelbaanstoren

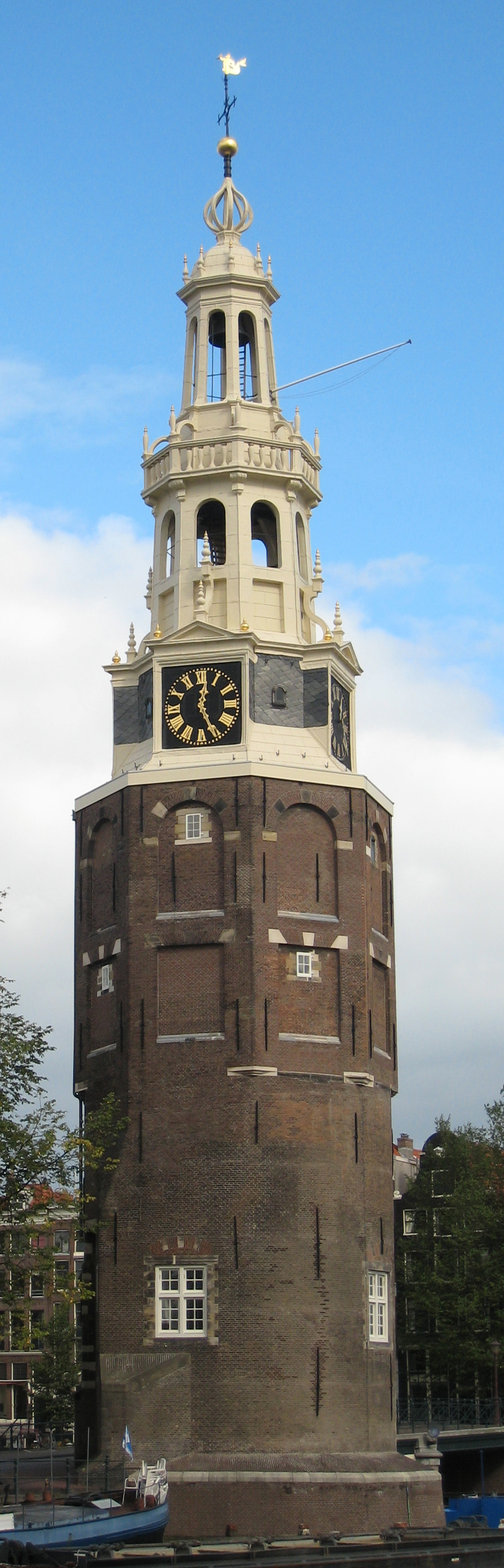
Montelbaanstoren – pozostałość po średniowiecznych murach Amsterdamu

Montelbaanstoren („wieża Montelbaan”) zbudowana została w 1516 roku i początkowo była jedną z licznych wież w średniowiecznych murach obronnych Amsterdamu.
W 1606 roku wieża zmieniła swoją funkcję. Henryk de Keyser zaprojektował górne partie, które wzniesiono do roku 1610. W efekcie tego Montelbaanstoren osiągnęła 48 metrów wysokości. Nadbudowa wieży nawiązuje do wzniesionej czterdzieści lat wcześniej wieży Oude Kerk.
W 1644 roku namalował ją Rembrandt (jednak bez struktury nadbudowanej przez De Keyser) i odtąd stała się jednym z ulubionych motywów malarzy. W 1852 roku zamierzano go rozebrać, w roku 1878 w środku wieży ulokowane zostały biura zarządu wód (Stadswaterkantoor). W roku 2006 zarząd wód został przeniesiony do innego miejsca, a wieża została całkowicie odrestaurowana. W roku 2007 obiekt nie był użytkowany, ponieważ miasto nie mogło znaleźć nikogo, kto byłby gotów płacić 9000 euro miesięcznie. Latem 2010 niższy poziom wynajęty został przez Stichting Secret Garden, organizację która skupia muzułmańskich homoseksualistów, biseksualistów i transseksualistów.
Montelbaanstoren od lat cieszy się dużym zainteresowaniem turystów, jako jedna z atrakcji Amsterdamu.